# Wilhelm Zaisser
Wilhelm Zaisser (n. 1893 - d. 3 martie 1958, Berlin) a fost un om politic comunist în Republica Democrată Germană. Zaisser s-a născut la Gelsenkirchen, în Westfalia. După ce a servit în armata germană în Primul Război Mondial, Zaisser a început să activeze pe plan politic și a devenit membru al Partidului Comunist German (KPD). De la început, Zaisser a avut o activitate complexă de propagandă și spionaj în favoarea URSS-ului. După instaurarea regimului comunist în Germania de est, Zaisser a deținut funcții politice importante: a fost primul ministru al securității de stat și șeful serviciului de securitate est-german (Stasi) din 1950. În 1953, Zaisser a fost decorat cu Ordinul Karl Marx dar imediat după aceea a fost destituit, marginalizat și clasificat drept dușman al poporului. Astfel, Zaisser și-a terminat activitatea politică, a lucrat ca traducător și a decedat în anonimat în Berlinul de est.  Zaisser a fost reabilitat în 1993. 